# Tnu'a demokratit
Tnu'a demokratit (hebrejsky: תנועה דמוקרטית; Demokratické hnutí) byla izraelská politická strana existující v letech 1978–1981.

## Okolnosti vzniku a ideologie strany
Strana vznikla roku 1978. 14. září 1978 se totiž rozpadl poslanecký klub dosavadní strany Daš. Tato formace přitom byla ve volbách roku 1977 třetí nejúspěšnější. Nyní z ní vznikly tři nové politické strany. Sedm poslanců strany Daš včetně dosavadního lídra Daše, Jiga'ela Jadina, založilo stranu Tnu'a demokratit (dalších sedm založilo stranu Šinuj a jeden založil stranu Ja'ad). Nová strana zůstala (na rozdíl od strany Šinuj) členem vládní koalice kabinetu Menachema Begina. Jiga'el Jadin zůstal vicepremiérem a Šmu'el Tamir ministrem spravedlnosti.
Strana Tnu'a demokratit se ale také později rozpadla. V roce 1980 ji opustili čtyři poslanci: Mordechaj Elgrabli odešel 5. února. Nejprve byl nezařazeným poslancem, pak pomáhal zakládat stranu Mifleget ha-ichud (Strana jednoty). 8. července odešli Šafík Asad a Šlomo Elijahu, kteří poté ustavili vlastní frakci Achva. 17. září stranu opustil Akiva Nof, jenž rovněž přešel ke straně Achva. Strana Tnu'a demokratit byla formálně rozpuštěna 10. března 1981. Tehdy měla tři zbylé poslance. Kromě Jiga'ela Jadina a Šmu'ela Tamira to byl ještě Binjamin Halevy. Po zbytek volebního období zasedali v Knesetu jako nezařazení.